# Hylorchilus
A Hylorchilus a madarak osztályának verébalakúak (Passeriformes) rendjébe és az ökörszemfélék (Troglodytidae) családjába tartozó nem.
A családon belül a legközelebbi rokona a Catherpes nembe tartozó szurdoki ökörszem (Catherpes mexicanus).

## Rendszerezés
A nembe az alábbi 2 faj tartozik:
- vékonycsőrű ökörszem (Hylorchilus sumichrasti)
- Hylorchilus navai